# Bergrivier
Bergrivier – gmina w Republice Południowej Afryki, w Prowincji Przylądkowej Zachodniej, w dystrykcie West Coast. Siedzibą administracyjną gminy jest Piketberg.